# Pussycat Dolls Present:
Pussycat Dolls Present: to amerykański reality show, który swoją premierę miał 6 marca 2007 r. w stacji telewizyjnej The CW i trwał przez osiem tygodni. Była to spółka pomiędzy 10x10 Entertainment Kena Moka, Pussycat LLC, Interscope A&M Records, Wonderland Sound and Vision i Warner Horizon Television.

## Opis programu
Program przeprowadzał młode kobiety przez przesłuchania w celu dołączenia do girlsbandu - The Pussycat Dolls. Zawodniczki, które również mieszkały razem podczas przebiegu serii zostały przygotowane przez założyciela grupy Robin Antin i oceniane przez jury pod względem wokalnym jak i tanecznym. Uczyły się choreografii i nagrywania piosenek.

Pierwszy sezon programu wygrała Asia Nitollano, która miała dołączyć do Pussycat Dolls jako siódmy członek, jednak wystąpiła z grupą tylko raz, ponieważ postanowiła rozpocząć solową karierę.

Drugi sezon wygrała grupa Girlicious (Nichole Cordova, Tiffanie Anderson, Chrystina Sayers i Natalie Mejia) - na początku miało to być trio jednak jury zdecydowało się na utworzenie kwartetu. Girlicious natychmiast zaczęły nagrywać teledyski.
W Wielkiej Brytanii program nadawano w stacji T4 1 kwietnia 2007 r. W Australii program zadebiutował także 1 kwietnia 2007 r. na kanale Ten Network.
Drugi sezon zatytułowany Pussycat Dolls Present: Girlicious zaprezentowany po raz pierwszy w poniedziałek, 18 lutego 2008 r. 
Format programu jest swobodniejszy niż inne programy dla talentów. Elementy w programie obejmują eleganckie ujęcia kamer, oryginalne beaty hip hopu i wyjątkowe interakcje wśród zawodników. 
13 maja 2008 sezony programu przestały być nadawane przez stację The CW. Trzeci sezon był planowany w celu stworzenia nowej grupy Hip-Hopowej i Rapcore podobne do Pink i Faith No More.
Pussycat Dolls PresentThe Search for the Next Doll były nadawane w następujących stacjach telewizyjnych:
- Wielka Brytania - 4Music, TMF
- Holandia - Veronica
- Filipiny - ETC Entertainment Central
- Kanada - MusiquePlus, MuchMusic, CityTV
- Australia - Channel Ten
- Brazylia - Warner Channel
- Francja - NRJ 12
- Szwecja - TV3
- Korea Południowa
- Norwegia - TV3
- Dania - TV3
- Finlandia - Subtv
- Nowa Zelandia - TV2
- Włochy - MTV
- Belgia - Plug TV
- Singapur - MediaCorp TV Channel 5
- Turcja - FoxLife
- Estonia - Channel 2